# Grevillea mollis
Grevillea mollis är en tvåhjärtbladig växtart som beskrevs av P.M. Olde & W.M. Molyneux. Grevillea mollis ingår i släktet Grevillea och familjen Proteaceae. Inga underarter finns listade i Catalogue of Life.